# Mytilina bicarinata
Mytilina bicarinata is een raderdiertjessoort uit de familie Mytilinidae. De wetenschappelijke naam van deze soort is voor het eerst geldig gepubliceerd in 1850 door Perty.